# Anton Elfinger

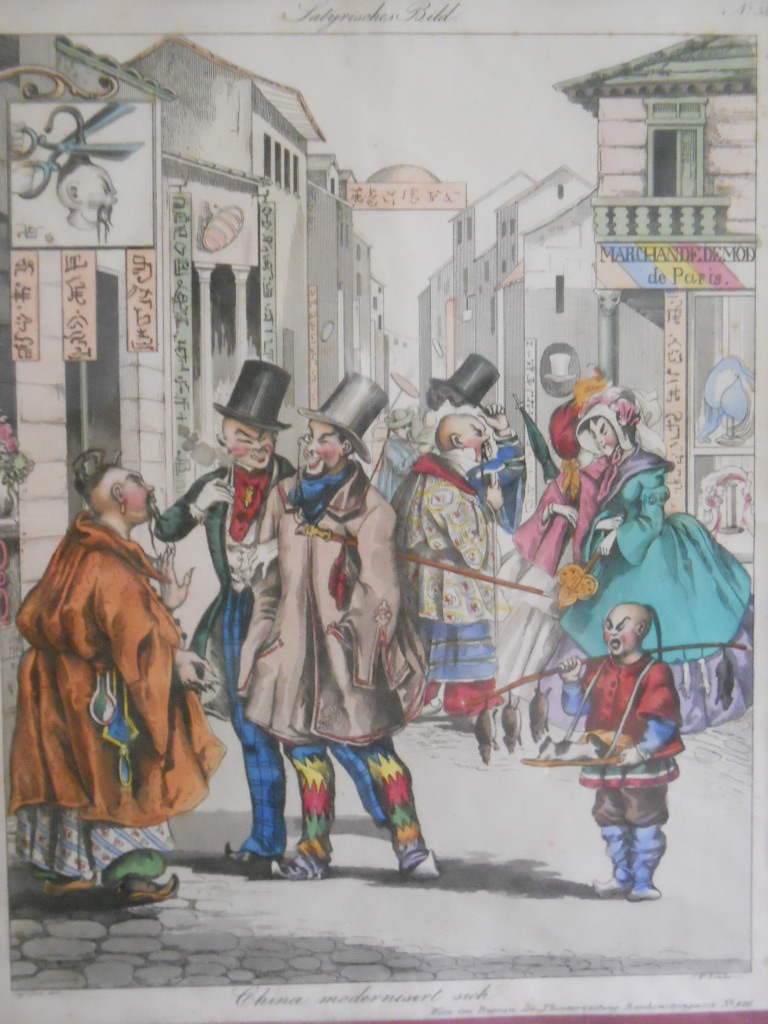
Cajetan: Satyrisches Bild No 38 „China modernisirt sich“. Um 1850

Anton Elfinger (* 15. Jänner 1821 in Wien; † 19. Jänner 1864 ebenda) war ein österreichischer Arzt und Zeichner. Als Zeichner veröffentlichte er auch unter dem Pseudonym Cajetan. Bekannt wurden seine „satyrischen Bilder“ für die Wiener Theaterzeitung.
Anton Elfinger ist am 15. Jänner 1821 als Sohn des Apothekers Josef Elfinger geboren. Während seiner Schulzeit nahm er privaten Zeichenunterricht bei dem Maler Matthias Ranftl. In Josefstadt besuchte er das Gymnasium und die Akademie der Bildenden Künsten zu St. Anna. Nach seiner Ausbildung an der Akademie studierte er auf Wunsch seiner Mutter ab 1839 Medizin und promovierte 1845 zum Dr. med. Später wurde er Sekundararzt bei Ferdinand von Hebra am Allgemeinen Krankenhaus Wien. In den Jahren 1849 bis 1858 war er Universitätszeichner für medizinische Fachliteratur; der von ihm illustrierte Atlas der Hautkrankheiten wurde ein viel beachtetes Werk. In dieser Zeit fertigte er außerdem auch einige medizinische Moulagen an und war damit ein Pionier für diese Kunst, die einige Jahrzehnte später in Wien ihre Blütezeit erreichte. Elfinger war auch ein viel beachteter Cartoonist, der ab 1842 unter dem Pseudonym Cajetan in der Wiener Theaterzeitung veröffentlichte. Bekannt sind seine „Kostümbilder“, Zeichnungen von Schauspielern in ihren Rollen, auch humoristische Bilder stammen von ihm, so ein „Volkskalender“ und ein Kartenspiel (Tarock), das sich mit politischen Themen beschäftigte. Als Karikaturist war Elfinger von Grandville, Gavarni und Cham beeinflusst. Er starb 43-jährig am 19. Jänner 1864 mit einem „Lungenblutsturz“ an Tuberkulose.
Der 1964 nach ihm benannte Elfingerweg ist eine Straße im 22. Wiener Bezirk Donaustadt, die vorher Kapellenweg hieß.